# Sitio de la Base Nº 46
El sitio de la Base 46 fue un asedio militar llevado a cabo en una base militar de las Fuerzas Armadas Sirias, desde finales de septiembre de 2012 hasta el 19 de noviembre de ese año, cuando las fuerzas de la oposición siria irrumpieron y capturaron el complejo, en lo que se consideró una victoria estratégica clave para el Ejército Libre Sirio.

## Antecedentes
Situada al sureste de la localidad de Atarib —en manos rebeldes—, cerca del cruce en el poblado de Urum al-Sughra y en la ruta principal entre la frontera con Turquía y la ciudad siria de Alepo, la Base 46 cubre una superficie de 12 km² y es un importante centro de abastecimiento y de comando de las fuerzas gubernamentales sirias que operan en el noroeste del país. Considerada como posiblemente la mayor base de su tipo en el norte de Siria, lleva el nombre del 46.º Regimiento, en donde tiene su asiento natural la 15.ª División de Fuerzas Especiales, una de las principales unidades de combate del gobierno sirio que luchan en la batalla de Alepo. 
La Base 46 ha sido descrita como «un premio estratégico en la batalla por Alepo», ya que se encuentra en un cuello de botella en la principal ruta de abastecimiento del ejército sirio entre las ciudades de Idlib y Alepo.

## Desarrollo
El asedio comenzó a finales de septiembre de 2012, cuando una fuerza de 1500 combatientes rebeldes, principalmente de las provincias Alepo e Idlib, bajo el mando del general desertor Ahmad al-Fajj emprendió a capturar la base. Al-Fajj, en particular prohibió a islamistas que se unieran a sus fuerzas. 
El 22 de septiembre, los rebeldes se hicieron con de la localidad adyacente de Urum al-Kubrah, abriendo el camino para sitiar la base. En un primer momento, la oposición creyó que la base caería rápidamente, pero las fuerzas leales opusieron una fuerte resistencia.
Para el 9 de octubre, la ofensiva rebelde contra la base se había empantanado. Soldados y francotiradores del gobierno habían ocupado un antiguo edificio de la escuela en el pueblo de Kafr Ama, deteniendo cualquier avance rebelde a lo largo de una tierra de nadie de 2 km de extensión, mientras que los rebeldes fueron objeto de ataques aéreos por parte del gobierno y padecieron la escasez de municiones y disputas en la cadena de mando. Sin embargo, los rebeldes sí tuvieron éxito en impedir el reabastecimiento de la base por tierra, obligando a lanzar suministros a las tropas sitiadas desde helicópteros. Ahmad al-Fajj afirmó que 20 soldados habían desertado de la base, quienes informaron que la baja moral y el hambre estaban causando problemas entre las unidades retenidas en la base.
El 14 de octubre, se reportó de la guarnición había sido completamente rodeada por las fuerzas rebeldes. Los rebeldes a su vez afirmaron haber derribado un avión de combate en el día anterior mientras detenían a una columna de vehículos blindados del gobierno provenientes de Alepo para aliviar la presión sobre la base, uno de dos intentos fallidos por parte del ejército de aliviar el asedio.
El 18 de noviembre, los rebeldes penetraron en la base 46, despejando toda resistencia para el día siguiente. Aunque se había prohibido la presencia de islamistas en las filas rebeldes, el asalto final contó con la participación del grupo Fajr al-Islam. Tras la expulsión de las fuerzas leales, la Fuerza Aérea bombardeó el complejo, pero los rebeldes lograron mantener sus ganancias territoriales. Poco después, se permitió a periodistas extranjeros visitar la base tras el final de la batalla, confirmando así la victoria del bando rebelde.

## Consecuencias
Las instalaciones de la base sufrieron graves daños durante el asedio. Todos sus edificios fueron destruidos y en sus estructuras podían apreciarse las cicatrices producto de ataques aéreos y disparos de armas ligeras. Los rebeldes saquearon armas y desfiguraron retratos del presidente Bashar al-Assad que encontraron. Según se informó, aquellos soldados que no hubieran logrado escapar fueron hechos prisioneros, aunque un número indeterminado fueron aparentemente liberados después de haber aceptado desertar. 
Según al-Fajj, «casi 300» soldados murieron durante el asedio, mientras que alrededor de 60 fueron capturados. Los muertos fueron enterrados en fosas comunes, mientras que al-Fajj declaró que los prisioneros serían juzgados por crímenes de guerra. Una gran cantidad de equipamiento militar cayó en manos rebeldes: el botín incluyó alrededor de 15 tanques y demás vehículos blindados, numerosas piezas de artillería y lanzacohetes, así como ametralladoras pesadas DShK y unos de 18 sistemas de defensa aérea portátiles Strela 2. Los pertrechos fueron transportados a ubicaciones más seguras, cerca de la frontera con Turquía. 
La captura de la base 46 fue caracterizada, por un lado, como una victoria estratégica importante para las fuerzas de oposición en el norte de Siria, que da cuenta de un mayor nivel de planificación estratégica y de organización que se formó dentro del ELS. Por otra parte, se la consideró como importante para las fuerzas rebeldes que buscaban expulsar a las tropas leales de la gobernación de Idlib.
Además de la parte que rodea las fuerzas gubernamentales que luchan en Alepo, la captura de la base eliminó otra ruta oferta potencial para ellos, mientras que una mayor apertura de las rutas de suministro rebeldes procedentes de Turquía.
Poco después de la captura, un helicóptero de del ejército y un avión de combate MiG fueron derribados por los rebeldes en provincia de Alepo con armas capturadas, posiblemente de la Base 46. 
El 21 de noviembre, el Observatorio Sirio para los Derechos Humanos informó que los rebeldes el día anterior habían interrumpido en la base sitiada del Regimiento 111 en Sheikh Suleiman, ubicado al norte de la Base 46. El éxito del asalto a la Base 46 no se repitió, y los combatientes de la oposición fueron repelidos desde el área por un contraataque del ejército, en el que murieron 25 rebeldes. 
Sin embargo, otros activistas de la oposición informaron que los rebeldes lograron capturar temporalmente la mitad de la base en el ataque, supuestamente tomando un puñado de piezas de artillería y tiendas significativas de munición en el proceso y la declaración de la base como funcionalmente "neutralizados". La Batalla estaba todavía estaba en curso. 
El 27 de noviembre, los rebeldes habrían utilizado misiles tierra-aire incautados a Base 46 para derribar un helicóptero del gobierno en Aleppo que cumplía una misión de reabastecimiento del pueblo de Sheikh Suleiman.  Sheikh Suleiman finalmente cayó al rebeldes liderados por el grupo yihadista Jabhat al-Nusra el 10 de diciembre.